# Явір (хокейний клуб)
Хокейний клуб «Явір» Яворів — аматорський хокейний колектив з міста Яворів. Виступає в Західноукраїнській аматорській хокейній лізі. Президентом хокейного клубу є Микола Романюк. 

## Сезони[2]
| Сезон     | Турнір                                    | Ігри | Перемоги     | Перемоги | Поразки      | Поразки  | Очки | Місце |
| Сезон     | Турнір                                    | Ігри | Основний час | Овертайм | Основний час | Овертайм | Очки | Місце |
| --------- | ----------------------------------------- | ---- | ------------ | -------- | ------------ | -------- | ---- | ----- |
| 2006-2007 | Західноукраїнська аматорська хокейна ліга | 16   | 8            | 0        | 7            | 1        | 25   | 4     |
| 2007-2008 | Західноукраїнська аматорська хокейна ліга | 18   | 12           | 0        | 5            | 1        | 31   | 4     |
| 2008-2009 | Західноукраїнська аматорська хокейна ліга | 18   | 14           | 0        | 2            | 2        | 44   | 3     |
| 2009-2010 | Західноукраїнська аматорська хокейна ліга | 20   | 13           | 0        | 6            | 1        | 40   | 4     |
| 2010-2011 | Західноукраїнська аматорська хокейна ліга | 16   | 9            | 0        | 7            | 0        | 27   | 4     |
| 2011-2012 | Західноукраїнська аматорська хокейна ліга | 18   | 18           | 0        | 0            | 0        | 54   | 1     |
| 2012-2013 | Західноукраїнська аматорська хокейна ліга | 14   | 13           | 0        | 0            | 1        | 40   | 1     |

## Досягнення
- Чемпіон ЗУФХК сезону 2011-2012.
- Чемпіон Львівщини з хокею сезону 2012—2013[3].
- Переможець Відкритого чемпіонату Львівської області 2013—2014